# Samuel Ruben
Samuel Ruben (Harrison, 14 luglio 1900 – Milwaukie, 16 luglio 1988) è stato un inventore e imprenditore statunitense.

## Biografia
Tra il 1918 e il 1921 svolse attività di ricerca presso l'Electrochemical Products Company.
Nel 1921 diede vita alla società "Ruben Laboratories" a New York, grazie al finanziamento dell'investitore Malcolm Clephane.
Sempre negli anni venti Samuel Ruben incontrò Philip Rogers Mallory, fondatore della P.R. Mallory Company, e insieme posero le basi per la The Mallory Battery Company, introducendo nel 1964 il marchio Duracell.
Su richiesta della Army Signal Corps, nel 1942 inventò una pila al mercurio, in modo da sostituire la pila zinco-carbone; la commercializzazione di tale pila ebbe inizio nel 1957, sotto il nome di "pila Ruben-Mallory". A causa della tossicità del mercurio, a partire dal 1990 ne fu vietata la produzione.
Fu inoltre membro della Electrochemical Society.
Oltre alla pila a mercurio, a Samuel Ruben si devono più di 300 brevetti, tra cui la pila all'ossido di argento (1950), il rettificatore a stato solido (un dispositivo utilizzato nelle radio) e il condensatore elettrolitico a secco.

## Premi e riconoscimenti
Nel corso della sua carriera, Samuel Ruben ricevette i seguenti premi e riconoscimenti:
- Nomina di "inventore dell'anno" da parte della George Washington University (1965);[4][5]
- Dottorato onorario al Polytechnic Institute (1968);[4]
- Medaglia Edward Longstreth del Franklin Institute (1972);
- Medaglia Acheson della Electrochemical Society;[4]
- Dottorato onorario alla Columbia University;[4]
- Dottorato onorario alla Butler University.[4]